# Ion Drabenco
Ion Drabenco (n. 9 octombrie 1929, Cuhureștii de Sus – d. 19 martie 2010, Chișinău, Republica Moldova) fizician, inventator, profesor universitar, doctor habilitat în științe tehnice, laureat al Premiului de Stat al Republicii Moldova (1974). Succesul cercetărilor sale a determinat dezvoltarea unei noi ramuri tehnico-științifice în domeniul construcțiilor aparatelor de măsură de înaltă precizie pe bază microfirelor din materiale rezistive cu izolație din sticlă (pt. tensiuni de 1-1.000 Kv) folosite pe larg în energetică, microscopia electronică și metrologia practică, contribuind substanțial la evoluția aspectului economic.

## Biografie
S-a născut în satul Cuhureștii de Sus, județul Soroca (astăzi, raionul Florești), în familia lui Tudor și Nina Drabenco. Studiile la școala primară din sat le-a început în 1936 și le-a finalizat în 1940. Apoi a urmat Școala Practică din sat (1940-1941), Gimnaziul Industrial Rural (1942-1943), cl. VII la Școala Secundară din același sat (1943-1944), iar în ultimul an de studii secundare a frecventat clasa VI a Școlii medii din satul Cotiujenii Mari.
Situația grea de după război, sărăcia populației satului l-a determinat să ia decizia de a continua studiile la Colegiul Cooperatist din Soroca, căci aici studenții erau hrăniți, cazați și asigurați cu burse . După absolvirea cu succes a colegiului în 1950, este repartizat în calitate de merceolog, la Uniunea de Consum din Taraclia. Urmează recrutarea în Armata Sovietică, unde este înrolat la cursuri de pregătire a ofițerilor și zilnic era inițiat în cele mai sofisticate sisteme electronice existente în acea perioadă de timp. După serviciul militar începe o nouă etapă în viața lui Ion Drabenco. Cunoștințele și experiența acumulată în armată necesitau o valorificare mai direcționată.
În perioada anilor 1953-1957 studiază la Universitatea Pedagogică de Stat „Ion Creangă” la Facultatea de Fizică și Matematică, Secția Fizică. După absolvirea facultății rămâne în calitate de lector preparator superior la Catedra de Fizică. Activând în cadrul facultății, timp de doi ani, Ion Drabenco face primele tentative în ale cercetării științifice, dar după cum considera el insuși, fără nici o semnificație, fiindcă lipsea o bază și o școală de cercetare.
A urmat activitatea în Institutul de cercetări științifice în domeniul construcției aparatelor electrice, astăzi ELIRI, din Chișinău, care la sfârșitul anului 1959 abia începea să se organizeze. Începând cu funcția de colaborator științific inferior, devine apoi conducător de grup, șef de laborator și din 1969-1983 director al Institutului. Experiența obținută îl determină să susțină examenele de admitere la doctorantură la Institutul de Fizică Aplicată al Academiei de Științe a Moldovei (AȘM). Teza de doctorat, Cercetarea și elaborarea rezistoarelor precise și stabile și a divizoarelor de tensiune din microfir cu izolație din sticlă, a fost susținută cu succes la 17 octombrie 1967 la Institutul Unional de Cercetări științifice în domeniul metrologiei „D. I. Mendeleev” din Sankt Petersburg.
Susținerea tezei la Sankt Petersburg, Centrul Științific al Uniunii Sovietice, a fost condiționată de valoarea și importanța cercetărilor științifice efectuate de Ion Drabenco, și anume, reușita de a demonstra, pentru prima dată în lume, putința de a măsura cu ajutorul divizoarelor pe baza microfirelor din materiale rezistente cu izolație din sticlă tensiunea de sute de mii de volți cu eroarea de 0,01%. Succesul cercetărilor sale a determinat dezvoltarea unei noi ramuri tehnico-științifice pe baza microfirului turnat, ce și-a găsit eficacitatea în intreprinderile de producție, în energetică (în special în legatură cu ridicarea tensiunii la transportarea energiei electrice la mari distanțe), în microscopia electronică, contribuind substanțial la evoluția aspectului economic.
Institutul aflat la autogestiune cu caracter aplicativ și tematică unicat în lume, a avansat la un nivel înalt de activitate științifică în republică, având multiple implimentări în industrie și eficiență economică sporită. Au fost consolidate relațiile de colaborare cu diverse firme și companii din străinatate. Frecvent institutul era vizitat de delegații din străinatate pentru a lua cunoștință de ajunsurile în cercetările științifice, la care lucrau peste 400 de colaboratori. În scurt timp, institutul ocupă locul întâi între cele 60 de institute de cercetări științifice din țară, devenind cunoscut pe plan internațional. În Republica Federală a Germaniei a fost realizată o licență, cu privire la noua tehnologie de turnare a microfirului în izolație din sticlă și o tehnologie nouă de asamblare a unor elemente pe baza lui. Acest fapt a fost înalt apreciat pe timpurile celea. Institutul dispunea de cca 400 de brevete de invenție și patente în multe țări, avea publicate mii de articole științifico-tehnice . Mai târziu a fost realizată o licență și în Timișoara, România. În 1974 Ion Drabenco a vizitat Marea Britanie la invitația unor firme din Londra, Manchester și Dover.
În 1962 devine membru al Partidului Comunist al Uniunii Sovietice. În perioada 1969-1976 este ales deputat în Sovietul Orășenesc Chișinău , punând în discuție aspectul ecologic al orașului, criticând ineficiența organelor vizate cu instalarea dispozitivelor de curățire a aerului .
În august 1978 Ion Drabenco, prin hotărârea Comitetului Central al PCM și Consiliului de Miniștri, a fost confirmat în calitate de membru al Consiliului Republican pentru coordonarea problemelor tehnico-științifice, iar în mai 1979 a participat la lucrările Congresului VIII International IMEKO.
A fost membru al Consiliului specializat de susținere a tezelor de doctor al Institutului de Fizică Aplicată al AȘM, iar în ianuarie 1972 și apoi în mai 1981 a devenit membru al secției Comitetului pentru Premii de Stat al RSSM în domeniul științei și tehnicii. În anii 1972-1978 a fost ales membru al prezidiului Camerei de Comerț și Industrie a Republicii.
Din 1983, Ion Drabenco, deține titlul de conferențiar universitar la  Universitatea Tehnică a Moldovei (UTM), unde în afară de procesul de studii a activat încă în două funcții: din 1984 ca metrolog șef, iar din 1992 Secretar științific al Senatului UTM . Fiind metrolog șef, într-o perioadă scurtă de timp, a organizat la Universitate și la Ministerul de Invățământ, cursuri de pregătire a experților-metrologi de la fiecare catedră, a implementat cerințele standardelor de metrologie în cercetările știintifice și procesul didactic, ridicând această activitate la nivelul cerințelor mondiale. Fiind metrolog șef a elaborat instrucțiuni metodice la nivel de standard, ce contribuiau la avansarea gradului științific al colaboratorilor, studenților, doctoranzilor.
Sfârșitul anilor 80 și începutul anilor 90 s-au evidențiat prin lipsa literaturii în limba română în toate instituțiile de invățământ. Pe parcursul acestor ani, Ion Drabenco, a tradus, a scris și a publicat îndrumare de studii ale ciclurilor de prelegeri și lucrări de laborator ce au permis realizarea procesului de studiu în limba română. Astfel în 1989 elaborează pentru Facultatea de Energetică îndrumarul cu termenologie ruso-română pentru studenții facultății respective. Îndrumarul a fost aprobat de comisia metodică a Facultății de Energetică la 26 octombrie 1989. Iar în 1991-92 întocmește și publică în limba română indrumarul de laborator și cursul de lecții „Materiale electrotehnice”. Ciclul de prelegeri este destinat tuturor formelor de invățământ ale Facultății de Energetică.
La 23 mai 2001 conform standardelor internaționale și europene Ion Drabenco a fost numit membru al Comisiei de Acordare a Acreditării în sistemul Național din Republica Moldova. A intrat în Forul Democrat al Românilor din Moldova în 2006 .
Activitatea fructuoasă, succesele frumoase în domeniul invențiilor valoroase, ce au determinat schimbări majore în tehnologiile electrotehnice a înscris numele lui Ion Drabenco în galeria oamenilor de știință din Republica Moldova și de peste hotarele ei .
A încetat din viață la 19 martie 2010, în Chișinău, fiind înmormântat  în Cimitirul Ortodox Central .

## Premii
- 1966 en Ordinul „Insigna de onoare.”
- 1969 Medalia de aur la Expoziția Realizărilor Economiei Naționale a URSS.
- 1970 Medalia "Inventator al URSS."
- 1970 ru Medalia „Pentru Vitejie  în Muncă.”
- 1974 Insigna „Pentru participarea activă la dezvoltarea or. Chisinău.”
- 1974 Laureat al Premiului de Stat în domeniul Științei și Tehnicii.
- 1974 Medalia „Expoziția Realizărilor Economiei Naționale a RSSM.”
- 1990 ru Medalia „Veteran al Muncii.”

## Publicații (selecție)
Ion Drabenco a fost autor și coautor a peste 100 publicații în reviste și culegeri de articole, 16 patente și brevete de invenție eliberate pe parcursul anilor 1973-1976 de centrele științifice din Franța, Elveția, Marea Britanie, SUA, etc.
- en  Danilyuk I.Ya., Drabenko I.F., and Kondur A. V. "A method for checking dc high-voltage dividers." Measurement Techniques Vol. 17, Nr. 5,  1974: 753-756[nefuncțională]
- en  Drabenko I.F., Kondur A.V., and Chernov A.M. "Checking of ohmmeters." Measurement Techniques Vol. 16, Nr. 9, 1973: 1388-1391[nefuncțională]
- en  Drabenko I.F. and Zelikovskii Z.I. "High-voltage dividers for measurements." Measurement Techniques, Vol. 14, Nr. 8, 1971: 1205-1210[nefuncțională]
- en  US Patent 3886448 - Method and apparatus for testing high-voltage dividers
- en  US Patent 3931605 - High-voltage resistor unit
- ru  Литой микропровод и его свойства/Е.Я. Бадинтер, Н.Р. Берман, И.Ф. Драбенко и др. - Кишинев: Штиинца, 1973. - 320 с.
- ru  Высоковольтное измерительное сопротивление / В.Ф. Болбочан, А.В. Воробьев, И.Ф. Драбенко. - DVD Патенты России, 1975, №1(ретрофонд)=The Patents of Russia (backfile). - Патент России 14908. - A.C. 475039(СССР).
- ru  Киловольтметр / В.Ф. Болбочан, И.А. Диордица, И.Ф. Драбенко. - DVD Патенты России: 1975 №1 (ретрофонд)=The Patents of Russia (backfile) - Патент России 15558.- A.C. 451956(СССР).
- ru  Схема высоковольтного прецезионного делителя напряжения /И.Я. Данилюк, И.Ф. Драбенко. - DVD Патенты России, 1975, №1(ретрофонд)=The Patents of Russia (backfile). - Патент России 15559. - A.C. 451957(СССР).